# Damals in der DDR
Damals in der DDR ist eine deutsche zehnteilige Dokumentarfilmreihe, die 2005 mit dem Adolf-Grimme-Preis ausgezeichnet wurde. Sie wurde von LOOKSfilm, MDR und WDR produziert. Die Dokumentationsfilme zeigen jeweils zu einem Thema Zeitzeugen, die über das Leben in der Deutschen Demokratischen Republik berichten.
Der Titelsong der Reihe wird von Udo Lindenberg gesungen. Am 28. Juli 2006 erschienen die Dokumentationsfilme auch als DVD.

## Handlung
Die Dokumentarfilmreihe zeigt die persönlichen Schicksale von Menschen in der DDR. Begleitet von Archivmaterial und neu erschlossenen Amateurfilmen, Fotos und Dokumenten kommen Zeitzeugen zu Wort, deren unterschiedliche Blickwinkel und Geschichten, ein persönliches Bild der DDR nachzeichnen. Die einzelnen Episoden folgen chronologisch aufeinander und beleuchten jeweils unterschiedliche Aspekte vom Leben in der DDR.

## Episodenliste
| Nr. | Originaltitel                      | Zusammenfassung | Erstausstrahlung D             |
| --- | ---------------------------------- | --- | ------------------------------ |
| 1   | Aufbruch in Trümmern               | Deutsche Nachkriegszeit von 1945 bis 1949 in der Sowjetischen Besatzungszone. Das alltägliche Leben der Menschen und die historischen Geschehnisse bis zur Gründung der DDR.                                             | 16. August 2005 (MDR)          |
| 2   | Neubeginn auf Russisch             | Die 1950er Jahre in der DDR. Sozialismus nach sowjetischem Vorbild und Kalter Krieg prägen das Leben der Menschen in der DDR.                                                                                            | 8. November 2004 (Das Erste)   |
| 3   | Utopie hinter Mauern               | Die 1960er Jahre in der DDR. Der Mauerbau und der Prager Frühling aus der Perspektive der Menschen in der DDR. | 15. November 2004 (Das Erste)  |
| 4   | Plan & Pleite                      | Die 1970er Jahre in der DDR. Die SED fährt unter Erich Honecker das neue Konzept der Einheit von Wirtschafts- und Sozialpolitik. Der Lebensstandard der Bevölkerung steigt, noch mehr jedoch die Staatsschulden der DDR. | 22. November 2004 (Das Erste)  |
| 5   | Partei ohne Volk                   | Die 1980er Jahre in der DDR. SED und Stasi durchdringen alle Lebensbereiche der Menschen, doch die Bevölkerung beginnt aufzubegehren.                                                                                    | 29. November 2004 (Das Erste)  |
| 6   | Republik am Abgrund                | Die erste Hälfte des Jahres 1989. Die SED propagiert ein florierendes Land, doch die realen Zustände verschlechtern sich und werden immer sichtbarer.                                                                    | 10. Januar 2006 (Das Erste)    |
| 7   | Staat am Ende                      | Die zweite Hälfte des Jahres 1989 vor dem Mauerfall. Die Unzufriedenheit der Bevölkerung wächst, es wird offen demonstriert, viele Flüchten in den Westen.                                                               | 17. Januar 2006 (Das Erste)    |
| 8   | Freiheit ohne Grenzen              | November 1989, die Mauer fällt. Die Freude ist groß, die Menschen strömen in den Westen. Unter dessen geht es in der DDR drunter und drüber.                                                                             | 19. September 2005 (Das Erste) |
| 9   | D-Mark für alle                    | Die erste Hälfte des Jahres 1990. Die Wiedervereinigung steht bevor, alles ist neu. Der Konsum erobert den Osten und am 1. Juli 1990 erhält die D-Mark Einzug.                                                           | 26. September 2005 (Das Erste) |
| 10  | Vereint für immer                  | Die zweite Hälfte des Jahres 1990. Ost- und Westdeutschland vereinen sich, die Hoffnung ist groß, die Realität ernüchternd.                                                                                              | 28. September 2005 (Das Erste) |
| 11  | Volk unter Kontrolle (Zusatzfolge) | Der Überwachung durch die Stasi wird in den 1970er Jahren immer intensiver und beeinflusst das alltägliche Leben in der DDR.                                                                                             | 23. Jan. 2007                  |